# Łęknica
Łęknica là một thị trấn thuộc huyện Żarski, tỉnh Lubuskie ở tây Ba Lan. Thị trấn có diện tích 16 km². Đến ngày 1 tháng 1 năm 2011, dân số của thị trấn là 2518 người và mật độ 153 người/km².

## Địa lý
Thị trấn này nằm ở phần Ba Lan của vùng Upper Lusatia lịch sử, trong thung lũng rộng của sông Neisse, tạo thành biên giới với Đức. Một cây cầu bắc ngang sông nối nó với thị trấn Bad Muskau của Đức, một đường biên giới khác ở phía nam dẫn tới Krauschwitz. Dân số Łęknica 2.648 (2004).
Công viên Muskau ( Park Mużakowski ), một Di sản Thế giới Ba Lan-Đức , trải dài về phía bắc của trung tâm thị trấn.

## Lịch sử
Khu vực dọc theo sông Neisse đã được giải quyết trong thời đại đồ đồng. Trong khi Muskau láng giềng đã được đề cập trong năm 1249 và được trao quyền thành phố vào năm 1452, ngôi làng Lugnitz lần đầu tiên được ghi nhận vào năm 1505, sau đó là một phần của quốc gia Muskau .
Theo 1635 Hòa bình của Prague , Lugknitz cùng với Thượng Lusatia được truyền từ Bohemian Crown đến Electorate of Saxony. Sau Đại hội Vienna năm 1815, nó được nhượng lại cho Phổ và sáp nhập vào tỉnh Silesia. Về 1880 nó vẫn còn là một làng nông nghiệp nhỏ Sorbian, một trong những chỉ có hai Sorbian định cư -speaking phía đông của sông Neisse, cái còn lại Braunsdorf ( Brunojcy). Điều đó đã thay đổi theo thế kỷ, khi ngành công nghiệp được thành lập trên Neisse. Than nâu bắt đầu được khai thác. Dựa trên Trầm tích giàu sét, các công ty gốm sứ nổi lên và cũng là nhà máy thủy tinh.
Trong Thế chiến II, 70% thành phố đã bị phá hủy, cũng như phần lớn công nghiệp (mỏ than nâu "Babina" từ 40%, xưởng chế tác thủy tinh 30% và nhà máy đá phiến 50%). Thị trấn được tách khỏi Bad Muskau bởi biên giới tiểu bang mới dọc theo đường Oder – Neisse , dân số Đức còn lại bị trục xuất và nơi này dần dần được giải quyết với các cựu chiến binh quân đội Ba Lan, người tị nạn, người trở về từ lao động cưỡng bức, người hồi hương từ Pháp, Bỉ và năm 1958 18 gia đình hồi hương từ Liên Xô đã định cư tại thành phố.
Việc giải quyết thay đổi tên nhiều lần, Łuknica trong 1945-1947, sau đó Ługnica và Łęknice . Nó nhận được cái tên Łęknica vào năm 1956 và giành được các đặc quyền của thị trấn vào năm 1969.